# Thelma Hopkins
Thelma Elizabeth Hopkins (Kingston upon Hull, 16 maart 1936 – Edmonton, 10 januari 2025) was een Britse atlete. Ze was een veelzijdig atlete, die vooral uitblonk in het verspringen en hoogspringen. Ze won zilver op de Olympische Zomerspelen 1956 in Melbourne en was in 1956 enkele maanden wereldrecordhoudster in het hoogspringen. Ze is ook Brits recordhoudster geweest in de vijfkamp.

## Biografie
Hopkins werd geboren in Kingston upon Hull, maar haar ouders verhuisden kort nadien naar Belfast. Ze kwam dan ook uit voor Noord-Ierland op de Gemenebestspelen. Als zestienjarige werd ze in 1952 derde op het Brits kampioenschap hoogspringen en mocht ze deelnemen aan de Olympische Spelen in Helsinki. Daar werd ze vierde met een sprong van 1,58 m. Twee jaar later werd ze Europees kampioene hoogspringen in Bern en won ze goud op de Gemenebestspelen in Vancouver, telkens met een sprong van 1,67. In Vancouver won ze bovendien zilver bij het verspringen, met een sprong van 5,84. Het goud ging naar de Nieuw-Zeelandse Yvette Williams. Hopkins deed daarenboven nog mee aan de 80 m horden op beide kampioenschappen, maar ze werd daarin uitgeschakeld in de reeksen.
Op 5 mei 1956 vestigde Thelma Hopkins in Belfast een wereldrecord bij het hoogspringen: 1,74. Haar record werd twee maanden later met één centimeter verbeterd door de Roemeense Iolanda Balaş, die het nadien nog dertien keer zou verbeteren tot 1,91. Op de Olympische Spelen van Melbourne aan het eind van dat jaar werd ze geklopt door de Amerikaanse Mildred McDaniel, die het wereldrecord opnieuw met 1 centimeter verhoogde tot 1,76. Hopkins deelde de tweede plaats met de Sovjet-Russische Maria Pissarjeva, die ook over 1,67 ging.
Hopkins werd gecoacht door de befaamde Oostenrijkse coach Franz Stampfl, onder wie ook Roger Bannister zijn historische wereldrecord op de mijl onder vier minuten liep.
Naast atletiek speelde ze ook hockey en squash voor Ierland.
Thelma Hopkins studeerde aan de Queen's Universiteit van Belfast en Ulster College. Ze beëindigde haar atletiekcarrière in 1964. In 1966 verhuisden zij en haar man Ian McLernon naar Canada en sedert 1968 woonde ze in Edmonton (Canada), waar ze op 10 januari 2025 op 88-jarige leeftijd overleed.

## Titels
- Gemenebestkampioene hoogspringen - 1954
- Europees kampioen hoogspringen - 1954
- Brits kampioene 80 m horden - 1957
- Brits kampioene hoogspringen - 1955, 1957
- Brits kampioene verspringen - 1955

## Persoonlijke records
| Discipline   | Prestatie      | Jaar |
| ------------ | -------------- | ---- |
| 80 m horden  | 11,2 s         | 1964 |
| hoogspringen | 1,74 m (ex-WR) | 1956 |
| verspringen  | 6,11 m         | 1956 |
| vijfkamp     | 4379 p         | 1961 |